# Кула (Стефанина)
Кула (на гръцки: Πύργος Στεφανινών) е археологически обект в лъгадинското село Стефанина (Стибан), Гърция.

## Местоположение
Кула е разположена в западната част на Стефанина и малкото му развалини са сред селските къщи.

## История
Първото споменаване в историческите източници за Стефанина е в документ от 1083 година, в който доместика на Запада Григорий Бакуриани дарява на основания от него манастир „Света Богородица Петричка“ село Прилонгион (Πριλόγγιον), което вероятно се е намирало около днешна Аспровалта, „в архонтството, наречено Стефаниана“ (κατά την Αρχοντείαν την λεγόμενη Στεφανιανά).
Терминът„архонтство“ (Αρχοντεία) означава военен и административен център на регион. Това архонтство може да е съществувало от първата половина на IX век, ако не и от края на VIII век. Архонтството Стефаниана еволюира през втората половина на XIII век в катепанат Стефаниана, а на юг от него се появява катепанатът Рендина.
В 1258 – 1259 година се споменава „Местността Стефаниана“ (τοποθεσία Στεφανιανών), където терминът местност обозначава катепанат. В 1300, 1318 и 1321 година се споменава като „катепанат Стефаниана“ (Καπετανίκιο Στεφανιανών). Катепанатът изглежда е оцелял поне до 1346 година. В хрисовул от 1346 година на сръбския владетел Стефан Душан за манастира Есфигмен, Стефаниана се споменава без термина катепанат и имаме първото и единствено историческо споменаване на „Стефанианската крепост“ (Κάστρον των Στεφανιανών), чийто кефалия е сръбинът Григорий Прелюб, военачалник на Душан и баща на Тома Прелюбович, по-късно деспот на Янина. Това е периода, в който Сърбия се възползва от Гражданската война във Византия (1341 – 1347) и окупира Македония. Преди това в 1344 година Григорий Прелюб командва сръбска армия, която е победена в битката при Стефаниана от емира на Айдън Омур, съюзник на Йоан VI Кантакузин.
Що се отнася до териториалните граници на катепаната Стефаниана, се смята, че те са се простирали от Орсовата планина (Кердилия) с част от крайбрежната част на Струмския залив до по-широката зона на Богданската планина (Вертискос) и някои части от Лъгадинското и Бешичкото езеро. От църковна гледна точка катепанатът част от Ежовската епископия. В 1307 година той е присъединен към Ежевската епископия, чийто епископ Калистос се подписва като „смирен епископ на Ежево и Стефаниана“. Той продължава да му принадлежи в 1358 година, според писмо, подписано от Матей като „епископ на Ежово и Стефаниана“. Споменава се още веднъж, по същия начин в 1378 година.
Стефаниана се е запазило до днес под гръцката форма Стефанина и турската Стибан. Въпреки това освен Кула, североизточно от селото са и развалините на втора крепост – Палеокастро.
Според изследванията на археолога Евангелос Папатанасиос, Палеокастро е основана в първата половина на VIII век като кастел (castellum). От друга страна, зидарията на Кула, я поставя някъде между VIII и X век с по-късни ремонти през X и XI век. По-ранни разкопки на Папазотос в Кулата изваждат наяве богата керамика от XIII – XV век и монета от периода на Юстиниан I, единствена индикация за раннохристиянска фаза.
Следователно имаме две крепости в една и съща област, които са повече или по-малко идентични във времето. Палеокастро може да е предшествана от Кулата, която може да е крепостта, спомената като „Стефанианската крепост“ (Κάστρον των Στεφανιανών) в 1346 година. Според тази хипотеза Палеокастро е първото седалище на катепаната Стефаниана, което вероятно по-късно, през следващите векове, е преместено в рамките на сегашното село Стефанина.

## Описание
Хълмът, на който е разположена Кула, е сравнително стръмен от всички страни, с изключение на източната страна, която е значително по-полегата и свързва селото с крепостта. Крепостта е заемала площ от около 4 декара и е била обграден от стена с периметър приблизително 300 m. Развалините на стената са оцелели от южната и западната страна. От северната страна се виждат малко следи, а от източната изобщо няма. В югозападния ъгъл е сравнително добре запазена една кула. Стената е изградена от ломен камък със свързващ хоросан и тухлени фрагменти.
Най-добре запазената стена е разположена от южната страна с височина 3-4 m. Стената от тази страна се намира между дворовете на къщите и е реставрирана от Археологическата служба на Гърция през 2008 година. Западната стена достига височина до 2 m и следите ѝ са видими по цялото ѝ протежение. Тази стена е открита от археолога Танасис Папазотос през 1983 година. Кулата в югозападния ъгъл е правоъгълна с размери 8,4 Х 8,0 m, запазена на височина до 3,5 m и с дебелина на стените до 1,20 m. Името на мястото идва от тази кула.
Според описанията и спомените на старите жители на селото, на тясната източна страна, където днес има къщи, се е намирала портата на крепостта. Останки от портата са били запазени преди Втората световна война. Също така по спомени вътре стените е имало развалини на църква „Св. св. Теодор Тирон и Теодор Стратилат“, от която днес няма следи.